# داني مانينغ
داني مانينغ (بالإنجليزية: Danny Manning)‏ مواليد 17 مايو 1966 في هاتيسبورغ، هو لاعب كرة سلة أمريكي تحول إلى التدريب بعد الاعتزال بدأ مسيرته الاحترافية في سنة 1988. يبلغ طوله 6 قدم 10 بوصة (2.1 م). مثّل منتخب بلاده. شارك في مسابقة كرة السلة في الألعاب الأولمبية الصيفية. اعتزل اللعب في 2003.

## فرق لعب لها
- لوس أنجلوس كليبرز
- أتلانتا هوكس
- فينيكس صنز
- ميلووكي باكز
- يوتاه جاز
- دالاس مافيريكس
- ديترويت بيستونز

## الميداليات
| الميدالية | المسابقة                       |
| --------- | ------------------------------ |
| برونزية   | الألعاب الأولمبية الصيفية 1988 |

## روابط خارجية
- داني مانينغ على موقع الاتحاد الدولي لكرة السلة (الإنجليزية)
- داني مانينغ على موقع إن بي أي (الإنجليزية)
- داني مانينغ على موقع سبورتس رفرنس (الإنجليزية)
- داني مانينغ على موقع كرة السلة الأوروبية.كوم (الإنجليزية)
- داني مانينغ على موقع كلية كرة السلة في سبورتس رفرنس.كوم (الإنجليزية)
- داني مانينغ على موقع ريلجم (الإنجليزية)
- داني مانينغ على موقع بروبوليرز (الإنجليزية)
- داني مانينغ على موقع قاعة المشاهير الجامعة الوطنية لكرة السلة (الإنجليزية)
- داني مانينغ على موقع كلية كرة السلة في سبورتس رفرنس.كوم (الإنجليزية)
- داني مانينغ على موقع سبورتس رفرنس (الإنجليزية)